# Бенгальский гриф
Бенгальский гриф, или индийский гриф (лат. Gyps bengalensis) — вид хищных птиц из рода грифов. Обитает почти во всей Южной Азии (Индия, Пакистан, Непал, Бангладеш) и частично Юго-Восточной Азии. Это крупная птица, вес которой достигает 7,5 кг, размах крыльев превышает 2 м.
Бенгальский гриф предпочитает обитать вблизи человеческих поселений (даже в черте крупных городов), где находит обильную кормовую базу. Основу его рациона составляет падаль, прежде всего туши павших сельскохозяйственных животных. Держится колониями, насчитывающими до нескольких сотен особей, гнездится на больших деревьях. До середины 1990-х годов популяция бенгальских грифов была исключительно многочисленной и исчислялась десятками миллионов особей. По некоторым подсчётам этот гриф был самой многочисленной из хищных птиц всего мира.
В течение нескольких лет начиная с середины 1990-х годов численность популяции бенгальского грифа (как и других грифов Южной Азии) катастрофически сократилась (более, чем на 99 %), в результате чего уже к началу 2000-х годов этот вид оказался на грани исчезновения. Причиной этой экологической катастрофы стало распространение противовоспалительного препарата диклофенак, который применялся в животноводстве Индии и других стран региона. Диклофенак попадал в организм птиц с мясом поедавшихся ими туш скота и приводил к гибели грифов. В настоящее время ведётся работа по защите и сохранению оставшихся малочисленных популяций этих грифов.

## Внешний вид

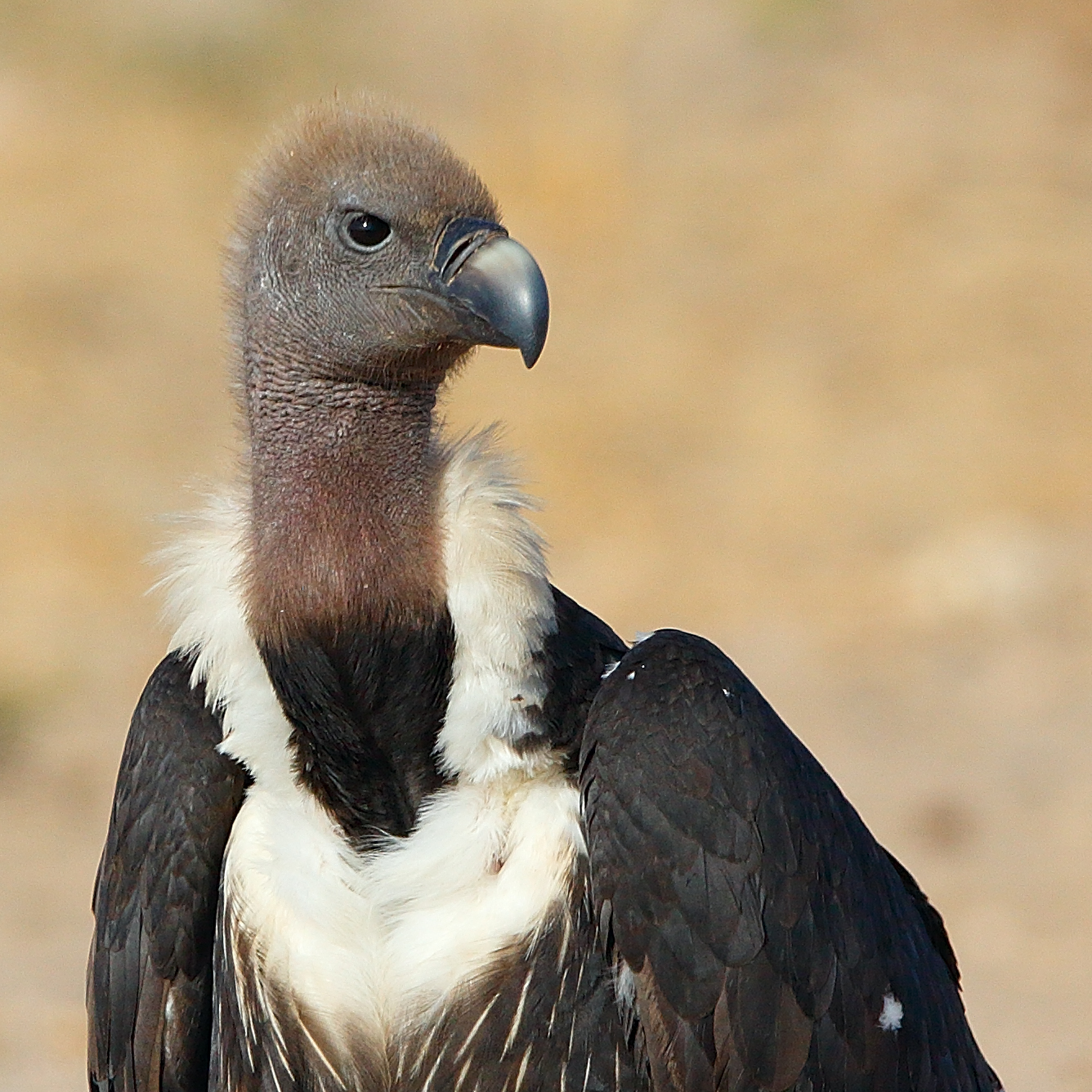
Голова бенгальского грифа крупным планом

Бенгальский гриф, как и остальные представители рода Gyps, — крупная птица. Длина тела достигает 75—85 см, даже до 90 см. Размах крыльев — в пределах 200—220 см, а по некоторым данным и до 260 см. Вес взрослых особей составляет 3,5 — 7,5 кг. Половой диморфизм не выражен.
Взрослые грифы имеют тёмное, почти чёрное оперение с серебристыми мазками на вторых кроющих перьях крыла. Голова и шея беспёрые, покрыты редким коричневым пухом, через который просвечивает тёмная кожа, отчего цвет головы и шеи серо-коричневый с розоватым оттенком. Основание шеи окружено ярко-белым «воротником» из длинных, узких заострённых перьев. Надхвостье белое, что хорошо заметно издалека (это отражено в англоязычном названии вида — White-rumped Vulture, «гриф с белой поясницей»). Нижняя сторона крыльев белого цвета, что хорошо заметно у летящей птицы (это отличает бенгальского грифа от похожих видов). Вообще, бенгальского грифа несложно отличить от других грифов с пересекающимся ареалом: бенгальский гораздо темнее по окрасу, чем, например, близкородственный ему индийский сип, у которого основной цвет окраса коричневый. Клюв мощный, сравнительно короткий, свинцового цвета, основание и середина надклювья серебристо-белые. Ноги тёмные, почти чёрные, с мощными когтями. Радужина глаз коричневая. У молодых грифов оперение заметно светлее, чем у взрослых — коричневое с хорошо заметными белыми стержнями перьев, голова и шея покрыты белым пухом, затылок коричневатый. Полный окрас взрослой птицы молодняк приобретает в возрасте 4—5 лет. От других грифов рода Gyps бенгальский отличается также количеством хвостовых перьев, которых 12, а не 14.
Голосовые сигналы этой птицы в целом типичны для грифов: шипение, хриплое карканье, гортанное бормотание. Сидящие на яйцах грифы могут издавать визжащие звуки.
Бенгальский гриф вместе с близкородственным ему африканским грифом (Gyps africanus) иногда выделяется в отдельный род Pseudogyps.

## Ареал и места обитания

### Ареал

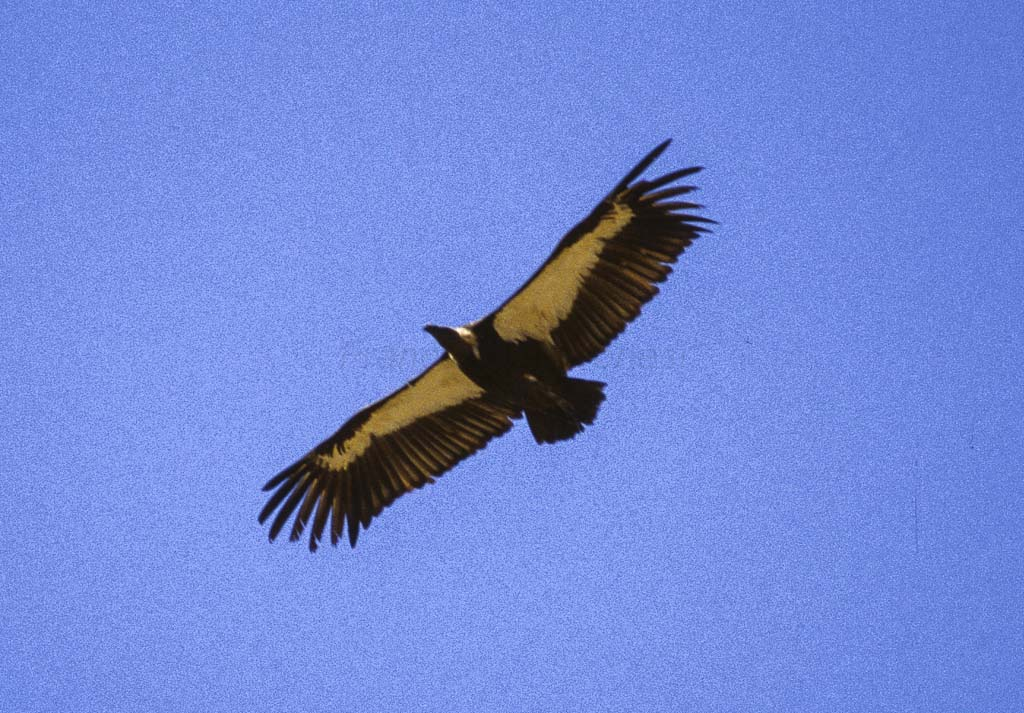
Летящего бенгальского грифа можно отличить от других грифов Южной Азии по белой нижней части крыльев

Исторический ареал бенгальского грифа весьма широк и охватывает площадь около 9,5 млн км². Вид распространён на всей территории Индии, большей части Пакистана, Бангладеш, Непала, встречается на юго-востоке Афганистана; в Иране, по одним данным, птица отмечалась спорадически, по другим — её ареал захватывает самый крайний юго-восток страны. Обитает этот гриф и в Юго-Восточной Азии, встречаясь в Мьянме, Камбодже, Лаосе, некоторых районах Таиланда и южной части Вьетнама, ранее птица встречалась и в некоторых районах Китая. В Бутане птицы встречались лишь изредка, в основном в низинах и у подножия гор. После депопуляции бенгальские грифы в этой стране, видимо, исчезли полностью (не наблюдались с 1998 года). На острове Шри-Ланка этот гриф не обитает.
Зарегистрирован единственный залёт бенгальского грифа на территорию России, в район Ростова-на-Дону, который мог быть вызван искусственным завозом. Также единичный залёт отмечен в государстве Бруней.
Во многих районах ареал бенгальского грифа перекрывается с ареалами других грифовых, как рода Gyps — индийского сипа, белоголового сипа и грифа Gyps tenuirostris, так и других родов (обыкновенного стервятника, индийского ушастого грифа и др.). До катастрофической депопуляции бенгальский гриф являлся наиболее часто встречавшимся грифом Индии.

### Места обитания
В целом бенгальский гриф тяготеет к равнинным биотопам, в гористых местностях — к низинам и долинам между гор. При этом везде он теснейшим образом привязан к человеку, селясь вблизи деревень и других населённых пунктов. В местах, где население было малочисленным, грифы встречались намного реже. Вообще считается, что наличие человеческих поселений и присутствие скота или, как минимум, оставляемых людьми органических отбросов, — обязательное условие для благополучного существования этого вида. В частности, в районе современной пакистано-афганской границы в колониальный период было отмечено временное расширение расселения бенгальских грифов там, где эти птицы ранее не встречались. Это связывалось с британскими военными кампаниями в этом районе.
Однако даже там, где существует хорошая кормовая база, ещё одним необходимым условием для обитания грифов, как показали специальные исследования (например, на территории индийского штата Раджастхан и в Пенджабе), является существование больших, старых деревьев, предоставляющих возможности для гнездования.
Бенгальский гриф обычно не гнездится в местах на высоте больше 1000 м над уровнем моря, но бывают исключения: например, в Непале в долине Катманду они отмечались на высоте 1370 м, в Бутане — на высоте 1800 м, а в некоторых местах в Гималаях наблюдались и на высоте 2800 м.

## Образ жизни

### Общие сведения

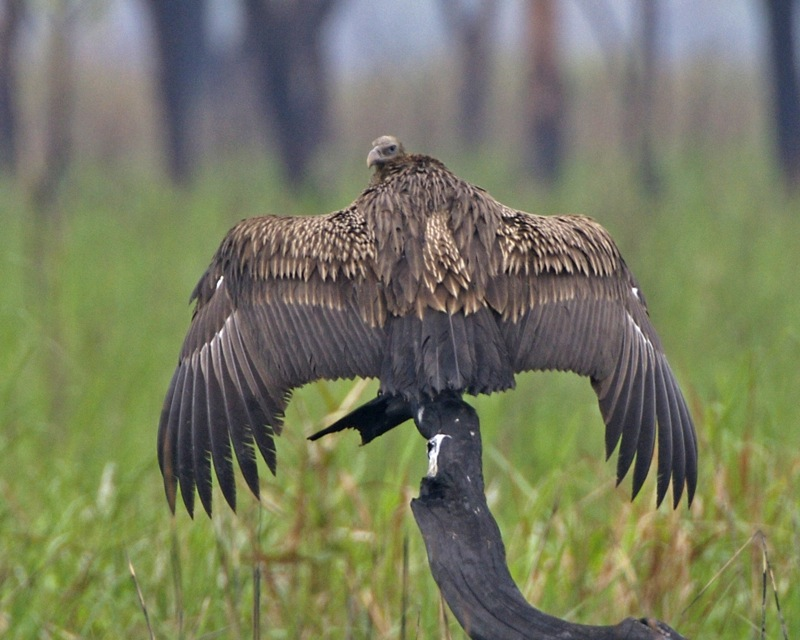
Бенгальский гриф раскрывает крылья для дезинфекции с помощью солнечных лучей (заповедник Казиранга, индийский штат Ассам). Это молодая особь, с коричневатым оперением.

Бенгальский гриф практически никогда не встречался поодиночке; всюду эта птица образовывала значительные скопления. Показательно, что при содержании грифов в неволе выяснилось, что эти птицы совершенно не выносят одиночества и им обязательно нужно подселять в вольер хотя бы ещё одного представителя своего вида.
Если грифы не спят или не сидят на яйцах, то основную часть времени они проводят, летая кругами на большой высоте, высматривая добычу. Грифы поднимаются в воздух тяжело, делая частые взмахи крыльями, при взлёте с земли совершая разбег, но, взлетев, переходят к плавному парящему полёту в восходящих потоках воздуха, почти не взмахивая крыльями. Обычно грифы летают со скоростью 80—88 км/ч, но могут и развивать скорость в 140 км/ч, при этом отмечались случаи подъёма бенгальских грифов на высоту до 3 км. В полёте гриф втягивает шею.
Примерно за два часа до наступления темноты грифы устраиваются на ночлег. Для этого используются крупные деревья, занимаемые птицами по много лет подряд. Сидящий гриф принимает характерную позу — горбится и втягивает шею в плечи. Сидя на ветке или на земле, гриф часто раскрывает крылья и так сидит подолгу, подставляя оперение солнечным лучам. При наличии водоёмов грифы охотно купаются и пьют воду.
Эта птица, по-видимому, не совершает больших миграций, хотя, как показали данные спутникового слежения за мечеными грифами, в поисках корма может улетать достаточно далеко от места постоянного обитания. Грифы вполне спокойно переносят близость других птиц, а на кормёжке обычно соседствуют как с другими грифами, так и с воронами, коршунами и т. д.
Продолжительность жизни бенгальского грифа велика, хотя точные оценки не проводились (по непроверенным данным, она превышает 40 лет). В природе в среднем она считалась равной 17,2 года. Время смены поколений птиц оценивается в 16 лет.

### Питание

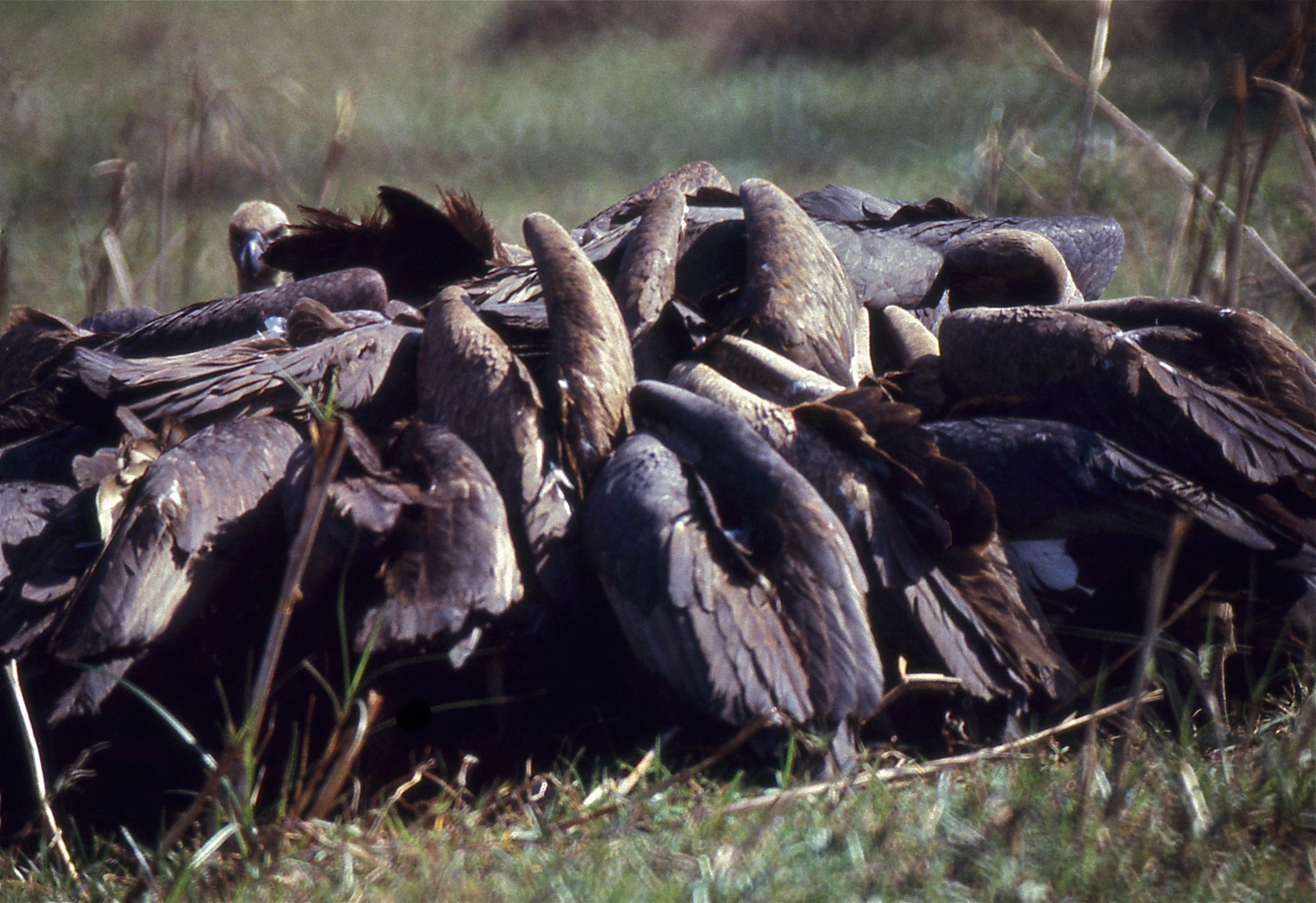
Бенгальские грифы, поедающие тушу коровы (Кеоладео, 1991 год)

Рацион типичен для грифов: птица питается почти исключительно падалью в различной степени разложения. Для бенгальских грифов как синантропных птиц это, в основном, туши павшего скота или других домашних животных, важную роль в питании играют и различные отбросы. Часто грифы селились близ скотобоен, питаясь соответствующими отходами. Наблюдали грифов, собиравших рыбу на пересохших водоёмах. В Индии грифы кормились и человеческими трупами. Однако эти птицы иногда могут нападать и на живых и здоровых небольших животных: так, однажды видели бенгальских грифов, атаковавших у деревни домашних уток, в другом случае описано, как гриф пытался убить телёнка.
Ещё в середине XX века среди зоологов не было согласия по вопросу о том, как грифы обнаруживали добычу — с помощью своего острого зрения или по запаху. Преобладало мнение, что зрение играет главную роль, но при этом имеет место не столько непосредственное наблюдение корма, сколько реакция на поведение других животных, нашедших падаль — бродячих собак, врановых птиц, чёрных коршунов.
Повадки при кормлении у бенгальских грифов весьма схожи с таковыми у остальных грифов Старого Света. Птицы, заметив падаль, быстро собираются вокруг неё на земле большими группами и буквально облепляют тушу, суетясь, хлопая крыльями, толпясь и отталкивая друг друга; в это время грифы ведут себя особенно шумно, при этом между ними часто возникают драки. Они клювами вскрывают брюшину мёртвого животного, обычно начиная с мест вокруг заднего прохода, после чего приступают к поеданию мяса и внутренностей, часто залезая внутрь туши. После кормёжки грифов от туши копытного остаются лишь самые крупные кости. По некоторым наблюдениям, грифы могут полностью уничтожить тушу буйвола за 20 минут. После жировки грифы обычно разлетаются по близлежащим деревьям и дремлют, переваривая проглоченное, и лишь затем отправляются к привычным им деревьям, используемым для ночёвки. Нередко птицы наедаются так обильно, что не могут взлететь и тогда остаются ночевать, сидя на земле.
В 1997 году в известном индийском заповеднике Кеоладео наблюдали бенгальских грифов, поедавших мёртвого грифа своего же вида. Сообщалось, что до того момента случаи каннибализма у бенгальских грифов не были описаны зоологами. Возможно, такое явление было обусловлено большим количеством мёртвых грифов в этом районе в условиях уже начавшейся их массовой гибели. Также отмечалось, что при скоплении у падали большого числа грифов разных видов бенгальские грифы обычно оттеснялись от корма более крупными белоголовыми сипами и приступали к поеданию лишь после насыщения последних.

### Размножение

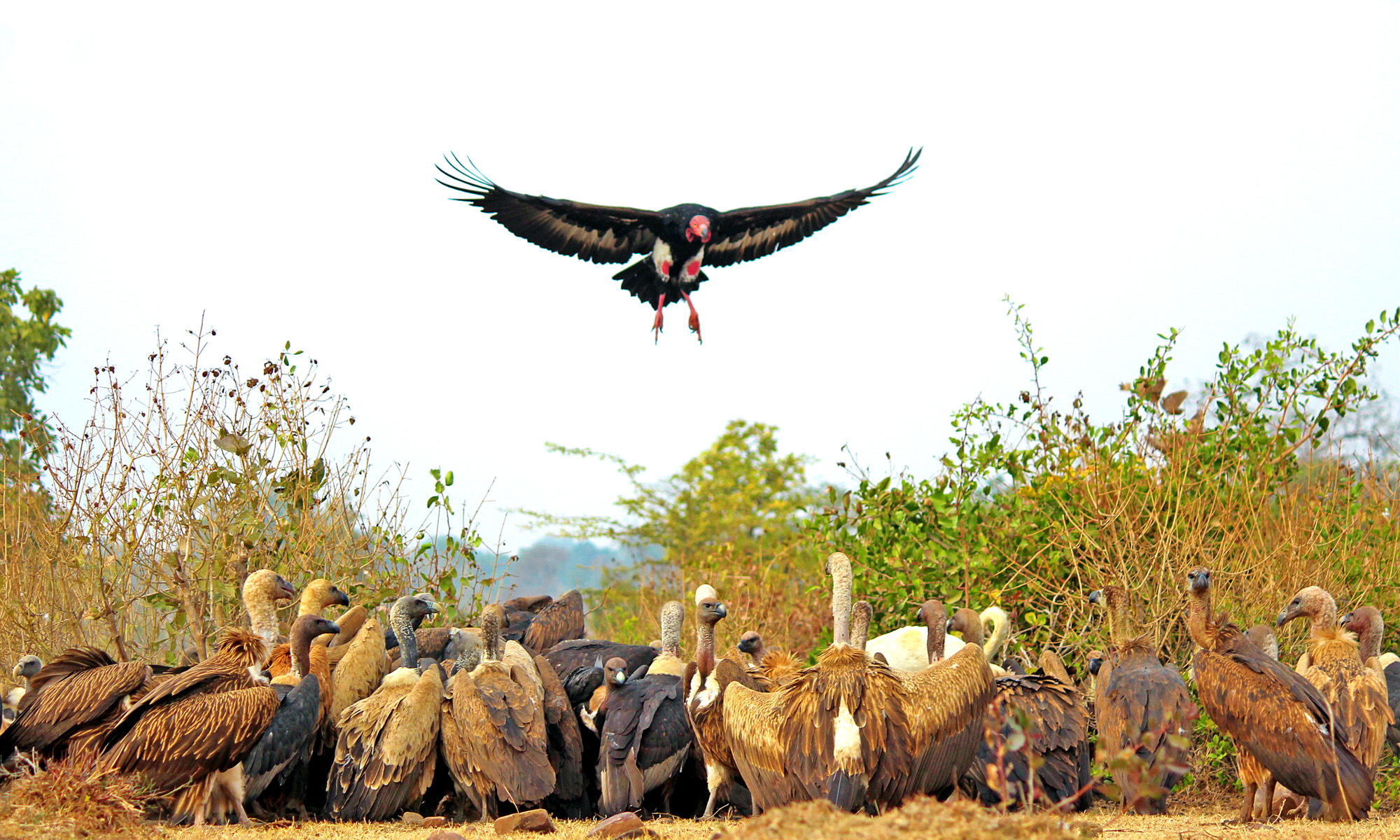
Грифы различных видов у падали (округ Чхатарпур, индийский штат Мадхья-Прадеш). В воздухе — индийский ушастый гриф, на земле — индийские сипы и бенгальские грифы, выделяющиеся своим тёмным оперением.

#### Гнездование
Размножение бенгальских грифов начинается осенью и выражается в том, что птицы начинают строить гнездо или подправлять уже имеющееся. По одним данным, эта деятельность начинается уже в сентябре, по другим — с конца ноября. Впрочем, большинство птиц приступает к этой работе в течение января; ветки для гнезда обычно собирает и приносит самец, самка укладывает их. В это время пары грифов можно видеть парящими вместе, почти касаясь друг друга концами крыльев.
Птицы обычно гнездятся группами, образующими целые колонии на больших старых деревьях (наличие таких деревьев — обязательное условие для гнездования). Британские специалисты, изучавшие бенгальских грифов в Индии, сообщали, что их гнездо всегда располагалось на больших деревьях, даже если поблизости и были расположены человеческие постройки, казавшиеся удобными для гнездования. Грифы выбирают для сооружения гнёзд, например, достигающие значительных размеров деревья из рода фикус, в том числе священный фикус, либо дерево ним. На одном дереве располагались сразу несколько гнёзд (до 15), а на нескольких стоящих рядом крупных деревьях гнёзда могли исчисляться сотнями. Сообщалось, что птицы строили гнёзда и на уступах скал. Гнёзда располагаются достаточно высоко; в одном из исследований указано, что гнёзда в двух изученных районах обитания грифов в индийском штате Тамилнаду находились не ниже 10 м от земли, а основная их часть располагалась в 25—30 м над землёй. Однако там, где грифы обитали на охраняемой территории и чувствовали себя в полной безопасности, гнёзда обнаруживали и в 4—5 м от земли. В засушливых областях, где высота деревьев не превышает 6 м, они гнездятся на высоте 4—5 м.
Не редкость и одиночные гнёзда, чаще всего наблюдаемые на отдельно стоящих деревьях, причём практически всегда так гнездятся молодые птицы, которые по окончании выведения птенцов навсегда оставляют это гнездо. Обычно же гнездо используется одной и той же парой грифов на протяжении многих лет; так, описан случай, когда грифы занимали одно гнездо в течение 50 лет. Покинутое же гнездо часто занимают дневные хищные птицы других видов.
Гнездо бенгальского грифа представляет собой платформу из ветвей, обычно установленную в развилке толстых сучьев. Его диаметр в среднем — около 90 см, толщина 15 см, но эти показатели могут значительно различаться в зависимости от глубины развилки, где сооружается гнездо. Так, высота одного гнезда была 55 см; оно имело вид конуса повёрнутого вершиной вниз. Гнездо при взгляде сверху редко бывает круглым, обычно оно примерно овальное или неправильной формы. Материал, из которого строится гнездо, укладывается довольно беспорядочно, но так плотно, что исследователям лишь с большим трудом удавалось вытащить из него хотя бы одну ветку. Со временем гнездо, подправляемое птицами из года в год, увеличивается в размерах. Лоток гнезда обычно выстлан зелёными листьями.

#### Кладка яиц и развитие птенцов
Как и все грифы, бенгальский — моногамная птица (во всяком случае, в течение одного сезона). Спаривание грифов происходит обычно на ветке вблизи гнезда и сопровождается громкими ревущими криками. Самка откладывает обычно одно яйцо, кладка с двумя яйцами исключительно редка; некоторым исследователям, изучившим сотни гнёзд, вообще ни разу не удавалось наблюдать гнездо с двумя яйцами или птенцами. Есть мнение, что находки двух яиц объяснялись тем, что кладка была произведена двумя самками, по случайности использовавшими одно гнездо.
Только что снесённое яйцо имеет тусклый белый цвет с едва заметным бирюзовым оттенком, но затем на нём появляются отметины и мазки различных цветов — красно-коричневого, зеленоватого. Размер откладываемых яиц варьируется в необычайно широком диапазоне. Один английский учёный, проводивший специальное изучение гнездования бенгальских грифов в Британской Индии, писал, что самое большое из попадавшихся ему яиц превосходило по объёму самое маленькое в 2,5 раза. Форма яиц также не всегда одинаковая, встречаются яйца более круглые и более длинные. Измерение 68 яиц дало средние значения длины в 82,8 мм, ширины — 61,4 мм. Скорлупа очень прочная и толстая.

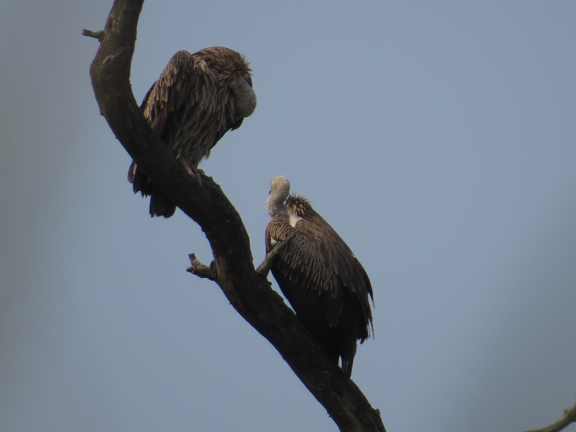
Пара грифов в период спаривания

Насиживание продолжается 45—52 дня, на яйцах сидят оба родителя. Новорождённый птенец очень мал относительно размеров взрослых, достигая в длину около 15 см. Молодняк остаётся в гнезде в течение 2—3 месяцев; птенца кормят оба родителя, давая ему (аналогично всем грифам) из клюва в клюв отрыгнутую полупереваренную пищу. По ряду сведений, взрослые грифы могут приносить в гнездо части туши животного и кормить ими птенцов по нескольку дней; при этом по достижении птенцами возраста 15 суток родительская забота о них становится гораздо менее интенсивной. Несмотря на многочисленность бенгальских грифов, развитие молодняка было изучено недостаточно: источники 1968 года сообщали, что точный возраст птенцов, когда они покидали гнездо, и срок достижения ими половозрелости оставались неизвестными. Приводятся сведения, что птенцы вставали на крыло на 85—95-й день жизни. Есть данные, что весь цикл размножения, то есть от спаривания до начала самостоятельной жизни молодняка, занимает шесть месяцев.

## Угрозы
В природе у взрослого бенгальского грифа (как и вообще у крупных грифов) сравнительно мало врагов, если не считать инфекционных и глистных заболеваний. Птенцы и яйца могут оказаться добычей хищников, прежде всего птиц; хищные млекопитающие лишь с большим трудом могут добраться до гнёзд грифов из-за большой высоты их обычного месторасположения. Мёртвые грифы могут поедаться другими птицами-падальщиками. Так, в Кеоладео видели обыкновенных стервятников, клевавших сильно разложившуюся тушку молодого бенгальского грифа.
Основная угроза для птиц исходила от человека. Несмотря на то, что в странах Южной Азии население в целом нейтрально относилось к грифам и не трогало их, отмечались случаи преднамеренного отравления этих птиц людьми путём закладки яда в туши скота. Иногда указывалась и непосредственная добыча грифов людьми (чаще в Юго-Восточной Азии). Однако основную опасность представляли различные ядохимикаты, применение которых в сельском хозяйстве стран региона постоянно расширялось. Особенно опасными были для грифов ДДТ и гексахлоран, которые в Индии были запрещены, но тем не менее продолжали использоваться весьма масштабно. Токсическое воздействие упомянутых инсектицидов называлось как одна из основных причин снижения рождаемости у грифов; впрочем, при всей пагубности данных факторов они не были причиной депопуляции.
На всей территории ареала грифа фиксировалось сужение кормовых возможностей из-за постоянного снижения количества брошенных туш скота, как по причине повышения общего санитарного уровня на селе, так и, например, из-за того, что во многих местностях (например, в Бангладеш) крестьянам стало невыгодно оставлять трупы животных в поле; вместо этого они предпочитали в последние годы сдавать их в качестве корма в аквакультурные хозяйства, занимавшиеся разведением креветок.

## Численность
До середины 1990-х годов, до депопуляции, бенгальский гриф был исключительно многочислен. Он являлся синантропной птицей, находившей вблизи человека хорошую кормовую базу в виде различных органических отбросов, а главное — туш павших сельскохозяйственных животных (в Индии прежде всего коров, туши которых, как правило, не утилизировались по религиозным соображениям, а также коз, буйволов, верблюдов и т. п.), которые и составляли основу рациона этих падальщиков. Это был типичнейший обитатель сельской местности, встречавшийся буквально в массовом количестве. У каждой туши мёртвого копытного грифы собирались десятками. Бенгальские грифы были также обычными обитателями городов, селясь на больших деревьях или высоких, особенно старых, постройках. Большие колонии грифов часто встречались даже в черте таких крупных городов, как Дели, Бомбей, Агра, Лахор. В населённых пунктах грифы обычно совершенно не боялись людей, которые традиционно почти не наносили им вреда.
Высказывалось мнение, что в середине 1980-х годов бенгальский гриф был, возможно, наиболее многочисленной хищной птицей во всём мире. По некоторым оценкам, только в одной Индии обитало около 40 млн птиц рода Gyps, большинство из которых — бенгальские грифы. Например, в заповеднике Гирский лес (индийский штат Гуджарат) бенгальские грифы составляли 85 % от общего поголовья грифовых. При такой численности охранный статус бенгальского грифа не вызывал у специалистов Международного союза охраны природы (МСОП) никаких опасений и значился как «находящийся под наименьшей угрозой» — низшая категория опасности из возможных.

### Депопуляция
Явное начало депопуляции бенгальских грифов было впервые зафиксировано с 1994 года в заповеднике Кеоладео. Почти одновременно такое явление было отмечено в Пакистане и Непале. Это стало свидетельством депопуляции и других грифов Южной Азии. Уже в 1998—1999 годах падёж грифов принял катастрофический масштаб. Симптомы заболевания были характерными: птицы впадали в апатию, сидели с опущенной головой, часто не в силах её поднять, вяло реагировали на раздражители. Заболевшие грифы почти не могли летать и быстро погибали. Была массовой и смертность птенцов в гнёздах. Резко сокращалось и количество откладываемых грифами яиц и число выводившихся птенцов. За 6—7 лет многомиллионное поголовье грифов на территории Индии, Пакистана, Непала и Бангладеш сократилось на 99 %.

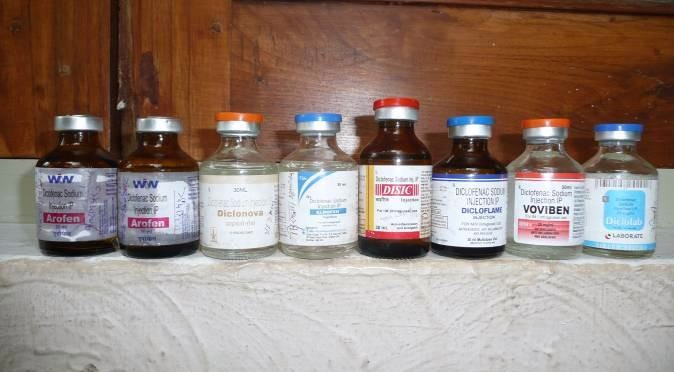
Расфасованные препараты диклофенака в индийском штате Уттаракханд

Если в конце 1980-х годов специалисты МСОП не усматривали какой-либо угрозы бенгальским грифам, то уже в 1994 году статус популяции, ввиду её начавшегося сокращения, значился как «близкий к уязвимому положению» (следующая категория, показывающая наличие серьёзной угрозы для в целом многочисленного поголовья), а всего через шесть лет, в 2000 году, был уже «на грани исчезновения».
Весьма быстро учёные, проводившие работу в различных местах южноазиатского субконтинента, пришли к выводу о пагубном воздействии на птиц диклофенака — препарата, который с начала 1990-х годов поставлялся крестьянам для лечения и профилактики болезней скота. Диклофенак, попадая вместе с мясом павшего скота в организм грифов, вызывал острую почечную недостаточность, которая становилась причиной висцеральной подагры птиц и приводила к гибели (смерть обычно наступала в течение 48 часов после поедания падали, содержавшей диклофенак). Анализ показал, что для начала массовой депопуляции грифов было достаточно наличия этого вещества всего лишь в одной туше из 760 (по другим данным — 0,8 %), в то время как это вещество встречалось гораздо чаще.
В 2000 году в Пакистане в ходе специального исследования грифы были замечены менее, чем на 5 % из 260 наблюдавшихся площадок, где находились туши павшего скота. В 2006 году во всём Пакистанском Пенджабе, где ранее обитали миллионы грифов, были зарегистрированы всего 37 гнездившихся пар. В западном Непале в 2009 году поголовье бенгальских грифов составляло лишь 25 % от уровня 2002 года.
После основной фазы депопуляции гибель грифов продолжалась: в Индии с 2000 по 2007 годы снижение численности составляло в среднем 43,9 % в год, в Пакистанском Пенджабе за тот же период — от 11 до 64 % в год, а в Непале с 2002 по 2014 годы общее поголовье сокращалось на 14 % в год. В Бангладеш в 2008—2009 и 2011—2012 годах ежегодное сокращение составляло около 60 %. Впрочем, сообщалось, что в Индии и Непале темп сокращения замедлился. Примечательно, что в Камбодже, где диклофенак не применялся в сельском хозяйстве, небольшая местная популяция бенгальских грифов (в 2008 году — 171 птица) остаётся стабильной и даже показывает некоторый прирост. В Мьянме, где, согласно подсчётам 2006—2007 годов обитали всего 62 грифа, ситуация, вероятно, схожая. Это, впрочем, не означает, что грифы в этих странах находятся вне опасности — птицы испытывают давление антропогенного фактора, но по-видимому, катастрофическая депопуляция им пока не грозит.
Существуют различные оценки нынешней численности бенгальских грифов, но все они едины в том, что этих птиц осталось всего порядка нескольких тысяч. Данные Международной Красной книги говорят о 3,5 тыс. особей как минимум и 15 тыс. как максимум на всём ареале (9,5 млн км²), причём это количество включает и взрослых, и молодых птиц.

## Меры по сохранению вида

### Ограничение употребления диклофенака
Первоначально деятельность биологов была направлена на скорейший вывод диклофенака из оборота в сельском хозяйстве. Для этого среди крестьян пропагандировался добровольный отказ от использования этого средства в животноводстве и его замена другими препаратами. Активность учёных привела к запрету применения диклофенака в сельском хозяйстве и ветеринарных целях — в Индии, Непале и Пакистане в 2006 году, в Бангладеш в 2010 году. Однако, несмотря на запрет, диклофенак до последнего времени продолжал, пусть и в меньшем количестве, использоваться в индийском животноводстве, поэтому биологи указывают на необходимость принятия дополнительных мер по охране грифов от этого средства. Сообщается, что в Непале в этом отношении ситуация гораздо благополучнее.
Тем не менее, использование других потенциально опасных веществ, например кетопрофена, продолжается и расширяется. Процесс замещения в крестьянских хозяйствах диклофенака лекарственными средствами, считающимися безопасными для грифов, например, мелоксикамом, проходит медленно по причине низкого образовательного уровня сельского населения и, соответственно, незнания им пагубности воздействия диклофенака на птиц. Поэтому специалисты подчёркивают важность проведения специальной разъяснительной работы среди крестьян.
В 2012 году Индия, Пакистан, Непал и Бангладеш заключили ряд межгосударственных соглашений по рекомендации Программы по спасению азиатских грифов (англ. Saving Asia's Vultures from Extinction, SAVE), среди которых — договорённости о запрете использования ёмкостей большого объёма для диклофенака, применяемого в медицинских целях, о проверке ряда других лекарственных средств на предмет опасности для грифов и др.

### Мероприятия по сохранению грифов
Депопуляция грифов подтолкнула биологов к началу мероприятий по физическому сохранению этих птиц уже в начале 2000-х годов. Например, в Пакистане целевой проект по разведению бенгальских грифов в вольерах был запущен в 2004 году при поддержке МСОП. Специалисты отмечали значительные трудности, связанные с содержанием этих птиц в неволе. Например, грифов нельзя содержать в одиночку, кроме того, эти птицы весьма требовательны к условиям — им необходимо наличие большого количества горизонтальных перекладин для насеста; к тому же внимание грифов, как выяснилось, важно постоянно занимать, иначе птицы проявляют повышенную агрессию и склонность к разрушению оборудования.

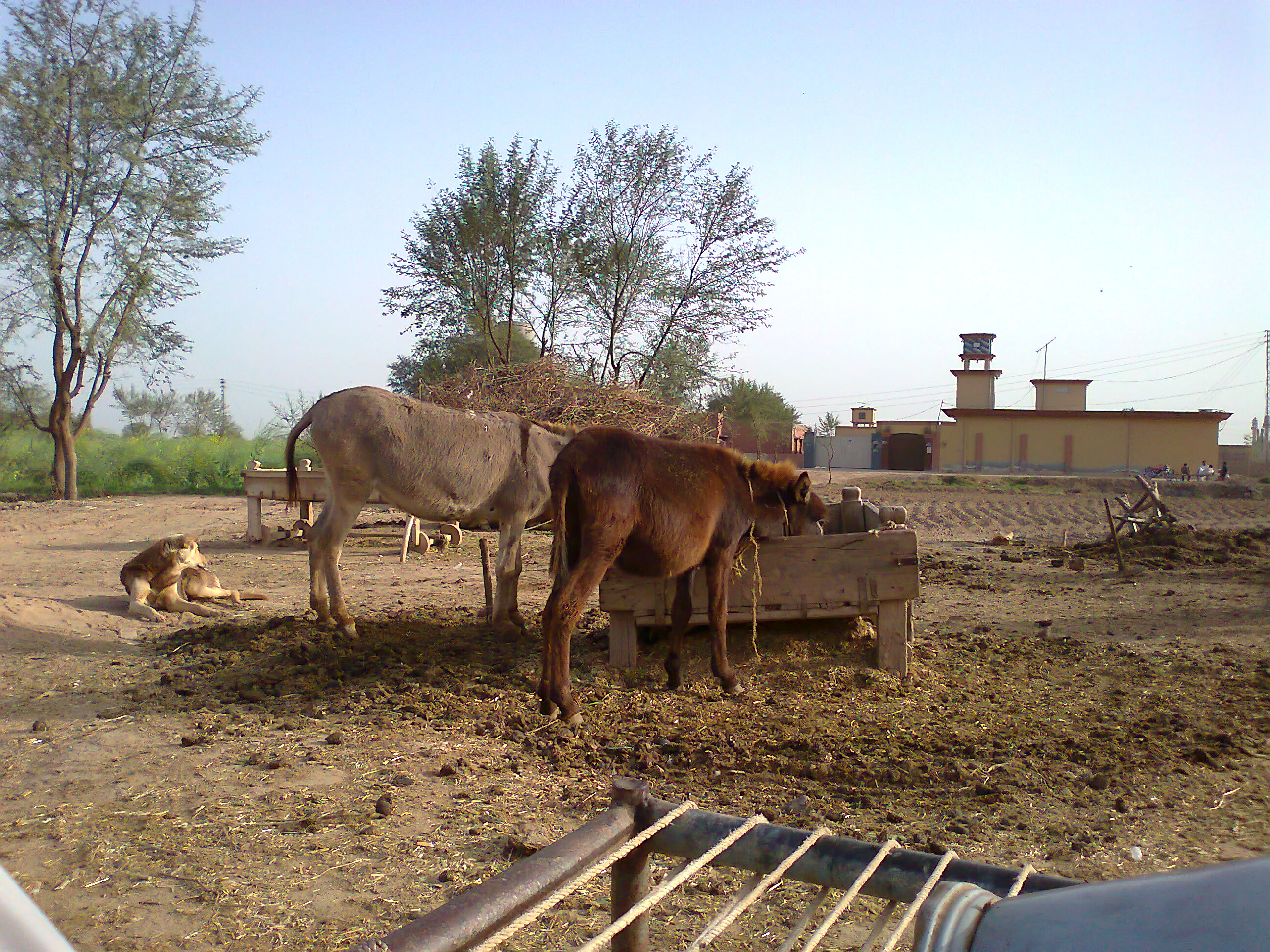
Типичный сельский пейзаж Южной Азии (Пакистанский Пенджаб, район г. Мултан). К такой местности тяготели бенгальские грифы.

В 2004 году был опубликован итоговый доклад Международного семинара по выработке плана восстановления грифов в Южной Азии (англ. International South Asian Vulture Recovery Plan Workshop), содержавший ряд конкретных рекомендаций. В частности, предполагалось создание трёх центров по разведению грифов, рассчитанных на содержание 25 птиц каждый. В 2007 году в рамках данной работы был достигнут первый успех: в центре в г. Пинджор (индийский штат Харьяна) успешно вывелись два птенца, в 2009 году — ещё два. Эта деятельность расширялась — в апреле 2008 года 88 грифов содержались в трёх центрах в Индии, 11 в пакистанском центре и 14 — в Непале. В 2009 году это количество выросло до 120 в Индии, 43 в Непале и 14 в Пакистане. К 2011 году число грифов, содержавшихся в неволе по линии упоминавшейся программы SAVE, достигло 221, причём удалось успешно довести до взрослого состояния 20 выведенных птенцов, и работа продолжается. Целью является реинтродукция грифов в естественную среду.
В рамках программы SAVE были выработаны предложения о создании зон безопасности для грифов (радиусом не менее 100 км вокруг крупных колоний этих птиц), где проводились бы не только охранные мероприятия повышенной активности, но и разъяснительная и образовательная работа среди населения. Предполагалось полностью исключить использование там диклофенака и прочих опасных веществ. По состоянию на 2014 год было намечено создание 14 таких зон в Индии, Пакистане, Непале и Бангладеш. Именно в этих местах предполагается выпуск грифов, выращенных в центрах по их спасению.